# Cólera (banda)
Cólera é uma banda brasileira de punk rock formada em 1979, sendo uma das pioneiras do movimento punk do país.

## História

### Início e auge
Em 1979, Hélio conhece um cara que ficava com um violão estourado, tocando velhas canções de rock na Estação São Bento do Metrô. Era Redson Pozzi. Na época, a Estação São Bento era o ponto de encontro dos roqueiros paulistas de todas as matizes, que iam do hard rock ao punk.
Hélio apresenta ao Redson a efervescência cena punk da Vila Carolina, o epicentro do punk brasileiro. Resolvem fazer uma banda e finalmente Hélio tem sua chance de ser guitarrista, Redson assume o baixo e seu irmão "Pierre" Carlos Lopes Pozzi vem para a bateria, mesmo sem ter uma de verdade. Mais tarde entra o Kinno no vocal.
No início, o nome da banda era para ser Alcatraz em homenagem a uma canção do Nazareth, mas Redson convence Hélinho de que Cólera é um nome com múltiplos significados e também é internacional. O Cólera não era necessariamente uma banda punk, tocava blues e tinha talvez alguma pretensão de fazer hard rock. Além de ser uma banda à procura de um estilo musical, também era uma banda que procurava o seu texto.
Redson já era um motor criativo, e suas letras tratavam de seu imaginário adolescente mas já traziam sua versatilidade ao casar texto e música. Já Helio, por outro lado, continuava influenciado pelo existencialismo rústico da Vila Carolina  e suas as letras traziam um pouco das ideias do Condutores de Cadáver. Hélio escrevia versos como "agitação, revolução, destruição eu quero ver", algo que na fase madura da banda seria trocado por "Pela paz em todo o mundo".
O caminho para o punk foi natural e passou por influências do U.K. Subs,  Stiff Little Fingers e outras tantas bandas.
Em 1980, saem Hélio e Kinno e entra "Val" Valdemir Pinheiro assumindo o baixo e Redson foi para a guitarra e vocal. O Cólera estava pronto, tinha um texto, uma atitude e uma musicalidade que a tornaria uma das bandas punks de maior longevidade do cenário brasileiro. Nesse caminho, encontrou sua postura pacifista, antimilitarista e ecologista.
Em 1982, participaram da compilação Grito Suburbano, com as bandas Inocentes e Olho Seco. Nesse mesmo ano, participam do festival O Começo do Fim do Mundo no SESC Pompéia em São Paulo, e participam das compilações internacionais em K7 Punk Is... e Hardcore or What? do selo XCentric Noise Records.
Em 1983, Redson cria o selo Estúdios Vermelhos e lança a compilação SUB, que conta com o Cólera, além das bandas Ratos de Porão, Psykóze e Fogo Cruzado. Nesse mesmo ano, participam do álbum-compilação internacional Beating the Meat do selo XCentric Noise Records.
Em 1984, lançam a demo-tape 1.9.9.2..
Em 1985, Redson muda o nome do selo para Ataque Frontal e lança o álbum de estreia do Cólera, Tente Mudar o Amanhã. No mesmo ano o show de lançamento do álbum no Lira Paulistana é gravado, e sai no formato split-LP com a banda Ratos de Porão e o selo também lança a compilação Ataque Sonoro que inclui músicas da banda.
Em 1986, lançam o álbum Pela Paz em Todo Mundo, que foi um recordista de vendas em se tratando de um produção independente: 85 mil cópias, e participam da compilação internacional Empty Skulls, vol. 2 do selo Fartblossom Enterprizes. Também sai pelo selo Hageland Records, o EP Dê o Fora.
Em 1987, lançam o EP É Natal!!? e tornaram-se a primeira banda de punk rock do Brasil a excursionar pela Europa, num circuito alternativo, pelo underground punk europeu, tocando em squats com bandas como a alemã Inferno e a inglesa Disorder, entre outras.
Voltam para o Brasil sem dinheiro e param de lançar seus álbuns independentes. Isso faz com que os próximos álbuns só saiam em 1989, quando foi lançado o álbum ao vivo European Tour '87 e o vídeo 20 Minutos de Cólera, ambos com gravações dos shows da turnê europeia, lançados pela A. Indie Records. Também é lançado esse ano, o álbum de estúdio Verde, Não Devaste! pela Devil Discos. Durante esse intervalo entre os álbuns fazem diversos shows com a banda brasiliense Plebe Rude.
Em 1992, é lançado o álbum Mundo Mecânico, Mundo Eletrônico pela Devil Discos, que conta com a regravação da música "1.9.9.2" do primeiro álbum.
Somente em 1998, foi lançado um novo álbum, Caos Mental Geral.
Em 2000, a banda ficaria em evidência com a regravação da música "Medo" pelo Plebe Rude em seu álbum ao vivo Enquanto a Trégua não Vem, e pela regravação da música "Quanto Vale a Liberdade?" pelos Inocentes em seu álbum O Barulho dos Inocentes.
Em 2002, é lançado o álbum 20 Anos ao Vivo, e em 2004 o álbum de estúdio Deixe a Terra em Paz!.
Em 2006, é lançado o álbum Primeiros Sintomas com gravações de 1979 e 1980. Nesse ano, o baixista Fábio sai da banda, sendo subtituido pelo antigo baixista, Val.
Em 2008, fizeram outra turnê europeia, comemorando os 29 anos de banda.
Em 2009, deram início a turnê 30 Anos Sem Parar! pelo Brasil, comemorando os 30 anos de banda.
Em abril de 2011, é feito o último registro ao vivo da banda com Redson, numa apresentação na casa de shows Hangar 110, em São Paulo, durante o festival "Punk na Páskoa". Esta apresentação seria lançada em 2014, no DVD "Punhos & Vozes - Rasgando no Ar!", lançado pelo selo Red Star Recordings.

### A morte de Redson
Na madrugada de 27 de setembro de 2011, por volta das 22:30 h, foi informada a morte de Redson, que segundo a fotógrafa da banda Renata Lacerda, veio a falecer devido a uma hemorragia interna, causada por uma úlcera no esôfago.
Em novembro de 2011, é realizado um show do Cólera em tributo a Redson, feito com a participação de outros músicos da cena punk, como João Gordo (Ratos de Porão) e Clemente (Inocentes).
Posteriormente em 02 de dezembro de 2016 foi postumamente homenageado pela Prefeitura de Cordeirópolis que deu a denominação de Edson “Redson” Pozzi para a Área Verde 1 situada no Jardim Residencial do Bosque.

### Retorno sem Redson
Em 2012, alguns meses após a morte de Redson, a banda anuncia um novo vocalista e resolve seguir em frente. O escolhido é Wendel Barros ex-roadie e também vocalista da banda Sociedade Sem Hino, aluno e amigo de Redson Pozzi. Bem aceito, o novo vocalista se encaixa perfeitamente de acordo com os antigos parâmetros da banda.
Em 2013, a banda segue em frente participando concertos e festivais de extrema importância para o cenário independente.
Em 2014, a banda passa por mais uma reformulação, entra Fábio Belluci assumindo a guitarra no lugar de Cacá Saffioti.
Em 2015, lançam o Split Sobreviventes junto da banda Olho Seco, de show gravado em 2014 em homenagem ao vocalista Redson, que contam com a participação de Clemente (Inocentes), Thunderbird e Mauro (Ulster).
Em 2018, é lançando o disco Acorde! Acorde! Acorde!, primeiro de inéditas em 14 anos e saem em turnê pelo país.
Em 2019, saem em turnê comemorativa aos 40 anos da banda.
O disco foi considerado um dos 25 melhores álbuns brasileiros do primeiro semestre de 2018 pela Associação Paulista de Críticos de Arte.

## Discografia

### Álbuns de estúdio
- 1.9.9.2. (1984)
- Tente Mudar o Amanhã (1984)
- Pela Paz em Todo Mundo (1986)
- Verde, Não Devaste! (1989)
- Mundo Mecânico, Mundo Eletrônico (1991)
- Caos Mental Geral (1998)
- Deixe a Terra em Paz! (2004)
- Primeiros Sintomas (2006)
- Acorde! Acorde! Acorde! (2018)

### Álbuns ao vivo
- Cólera e Ratos de Porão ao vivo (1985)
- Ao vivo em Joinville (1987) [Bootleg]
- European Tour '87 (1988)
- Ao vivo na Rádio (2000) [Bootleg]
- 20 Anos ao Vivo (2002)
- Ao Vivo Hangar 110 (split com Olho Seco) (2015)

### EPs
- Dê o Fora (7" EP, 1986, Hageland Records)
- É Natal!!? (12" EP, 1987, Ataque Frontal)
- Está na Hora de Mudar! (2023)

### Coletâneas
- Ataque Frontal (LP, 2000, Order & Progress Records) [Bootleg]
- Grito Suburbano - The Best of   (CD e LP, 2004, Dirty Faces)

### Compilações
- Grito Suburbano (1982)
- Punk Is... (1982)
- Hardcore or What? (1982)
- SUB (1983)
- O Começo do Fim do Mundo (1983)
- Volks Grito (1984)
- Beating The Meat (1984)
- Tropical Viruses #1 (1984)
- Tropical Viruses #2 (1984)
- Ataque Sonoro (1985)
- Empty Skulls, vol.2 (1986)
- Let's Get Pissed - It's Christmas, vol. 2 (1986)
- Bunker (1987)
- 1984, The Third Sonic World War (1988)
- Tributo ao Olho Seco (2000)
- Compilação Beneficente PEA (2005)
- Brasilian Antifascist Compilation (2014)

## Videografia

### VHS
- 20 Minutos de Cólera (1989, A. Indie Records)

### DVD
- Punhos & Vozes - Rasgando no Ar! (2014, Red Star Recordings)